# Кампана (Аргентина)
Кампа́на (ісп. Campana) — місто у провінції Буенос-Айрес, Аргентина. Розташовано за 75 км від Буенос-Айреса, на правому березі річки Парана. Є адміністративним центром округу Кампана.
Кампана знаходиться у зоні вологого субтропічного клімату.

## Історія

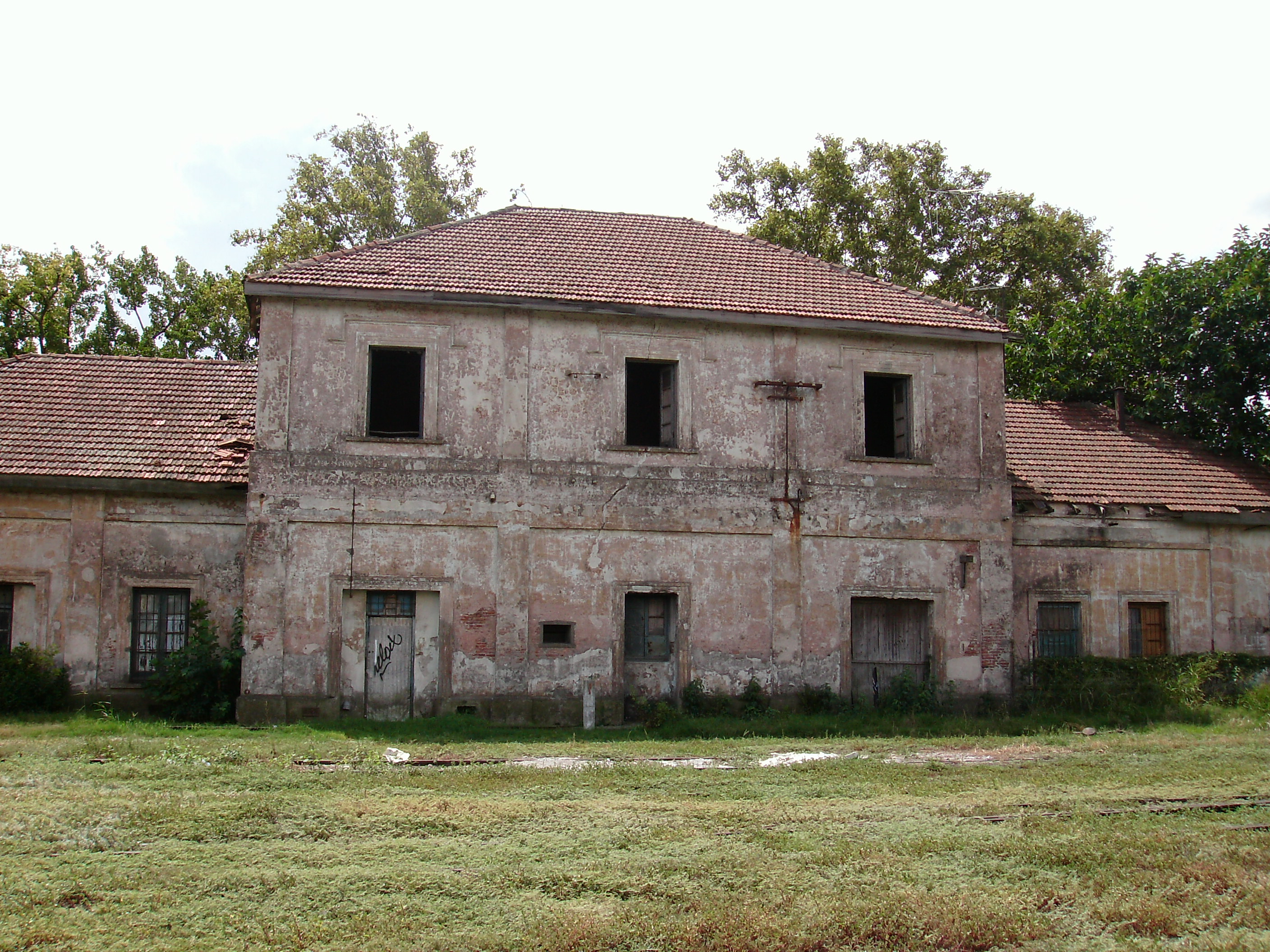
Стара станція Кампана

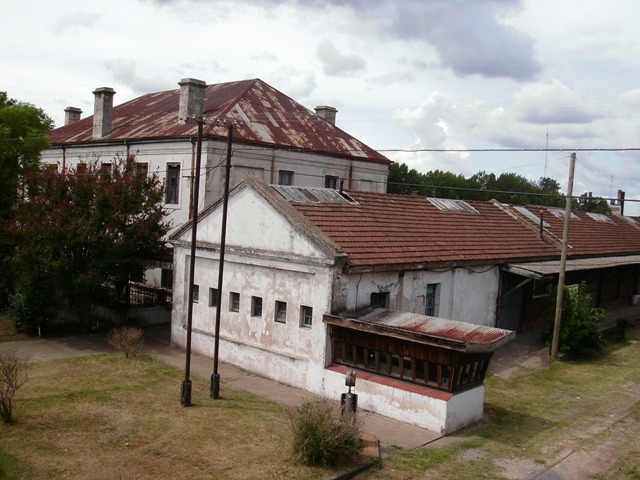
Залізничні майстерні

Перша згадка про місцевість, де нині знаходиться місто Кампана, припадає на 1680 рік. 19 травня 1759 року Франсіско Альварес Кампана купив маєток у цій місцевості, який з тих пір був відомий під його прізвищем.
18 квітня 1875 року Луїс Коста офіційно заснував поселення під назвою Кампана. Тоді ж було створено генеральний план міста.
1876 року до Кампани було збудовано гілку залізниці з Буенос-Айреса, що посприяло стрімкому розвитку міста. У місті почали діяти залізничні майстерні, які давали роботу великій кількості працівників. Також працювали м'ясокомбінат, млин, спиртовий завод.
6 липня 1885 року було створено однойменний округ, центром якого стала, вже у статусі міста, Кампана.
5 червня 1888 року у місті відбувся землетрус магнітудою 4,5 бали за шкалою Ріхтера.
1902 року до Кампани було проведено залізничну гілку з Росаріо.
1907 року у Кампані було збудовано перший аргентинський автомобіль. Нині він зберігається у музеї.
1925 року було збудовано нову залізничну станцію і змінено шлях пролягання колій.
1954 року у місті Кампана було відкрито перший у Південній Америці трубопрокатний завод.
1960 року на головній площі міста було відкрито репліку Травневої піраміди.
1962 року у Кампані розпочав роботу металургійний завод, де плавка металу проводилася із застосуванням технології електродугових печей.
У часи диктатури в Аргентині у 1976—1982 роках у Кампані діяла секретна в'язниця для опонентів режиму.
2001 року декретом уряду провінції Буенос-Айрес у Кампані було створено технопарк.
2008 року у місті було відкрито теплоелектростанцію.

## Економіка

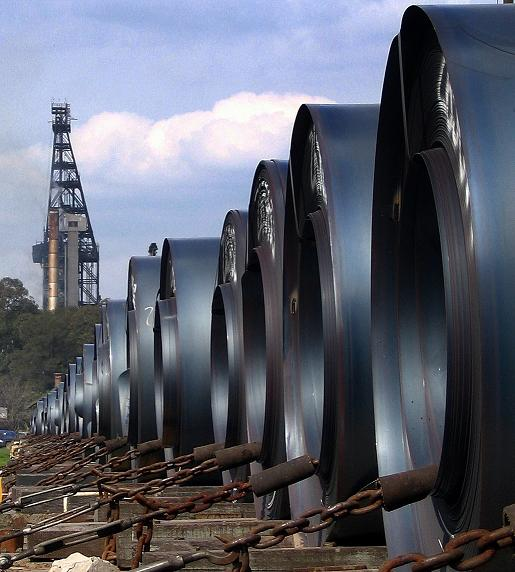
Прокат у Кампані

Основою економіки міста Кампана є промисловість. Кампана разом із містом Сарате утворюють важливий промисловий район. У місті діють:
- два нафтопереробні заводи (Esso[en] і Carboclor)
- підприємства харчової промисловості
- металургійний комплекс, що складається з електрометалургійного заводу і заводу Tenaris[en]-Siderca з випуску труб без зварних швів для нафто- і газогонів, які йдуть переважно на експорт і займають 31 % світового ринку у своїй ніші
- цементний завод
- завод Honda, відкритий 2011 року, який випускає автомобілі і мотоцикли
- фабрика добрив
- фабрика побутової техніки[2]

## Населення

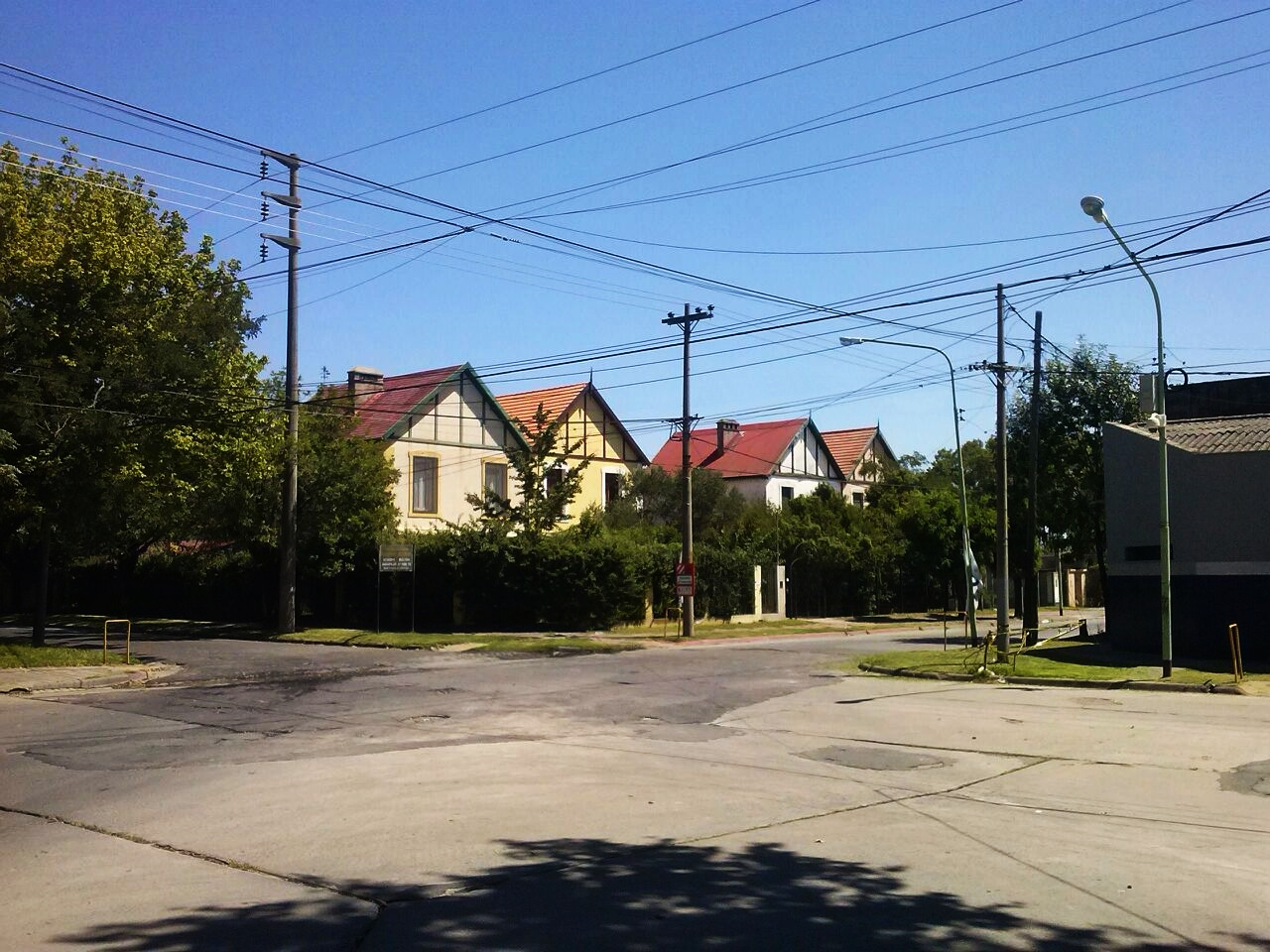
Житлові квартали Кампани

Згідно з переписом 2010 року населення Кампани складає 86 860 жителів. Кампана разом із сусіднім містом Сарате формує міську агломерацію з населенням 185 тисяч осіб. Деякі дослідники також включають місто до складу агломерації Великий Буенос-Айрес.
Основну частину населення міста складають нащадки італійців та іспанців (переважно галісійців), менші за кількістю нащадки німців, британців, французів, євреїв і циган. Останніми роками у місті зросла кількість мігрантів зі східної Азії, а також Болівії, Парагваю і Перу.

## Транспорт
Місто Кампана розташоване на правому березі одного з рукавів річки Парана, яка є важливим шляхом сполучення з Буенос-Айресом і Росаріо. У місті діє великий порт, який складається з ряду окремих терміналів, розташованих уздовж усього берега річки. Існують термінали, що належать місцевим металургійним і нафтопереробним підприємствам, а також уряду провінції. Через порт Кампани щороку проходить близько 6 млн. т вантажів і 1700 суден. Основними продуктами, які відправляють з порту, є нафта, сталь і цитрусові.
Кампана знаходиться на перетині національної автотраси № 9, що є частиною Панамериканського шосе, і провінційної автотраси № 6, яка проходить через міст Сарате — Брасо-Ларго через річку Парана, яким можна дістатися до міст Аргентинської Месопотамії.
Через місто проходить гілка залізниці ім. Мітре. Нині через станцію Кампана проходить лише електричка до сусіднього Сарате і вантажні потяги.

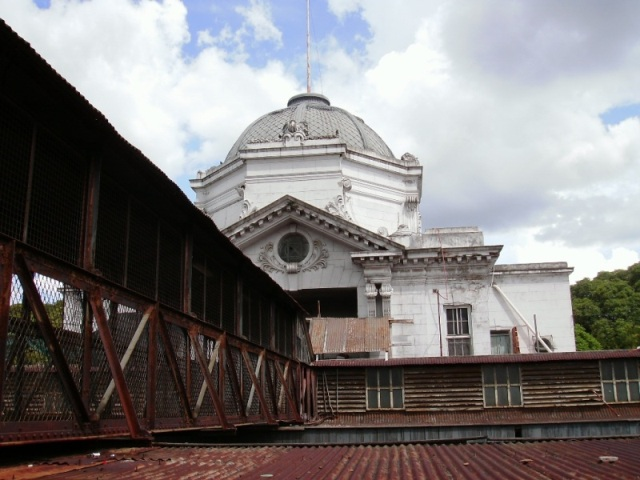
Залізнична станція
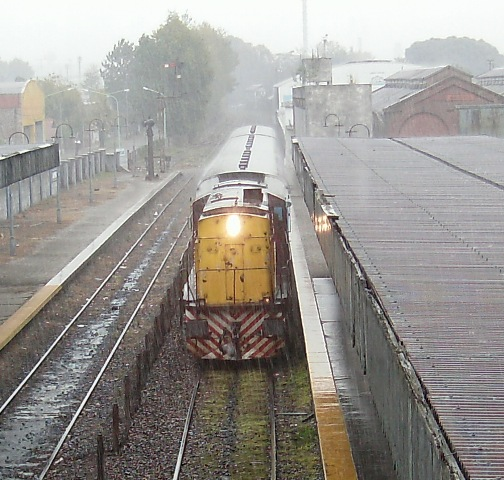
Потяг на станції Кампана
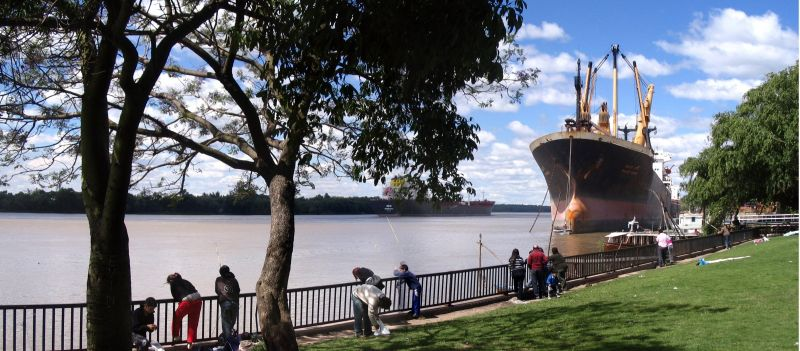
Порт і набережна Кампани

## Освіта
У місті Кампана діють філії Національного технологічного університету, Національного університету Лухана і два педагогічні виші, а також велика кількість шкіл і дитячих садочків.

## Спорт
У Кампані базується футбольний клуб Вілья Дальміне, який нині виступає у другому дивізіоні національного чемпіонату, і футбольний клуб Пуерто Нуево, який грає у п'ятому дивізіоні. Кожен з клубів має власний стадіон — на 12 тис. і 500 відвідувачів відповідно.
Також у місті діє спортивний клуб Campana Boat Club, де представлені такі види спорту як плавання, академічне веслування, хокей на траві, теніс, футбол, баскетбол, гімнастика.

## Культура і туризм

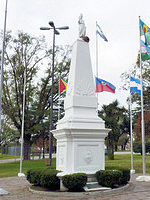
Травнева піраміда у Кампані

У місті Кампана знаходяться такі туристичні атракції:
- Муніципальний музей автомобіля імені Мануеля Іглесіаса, де зокрема виставлено перший аргентинський автомобіль
- Залізничний музей
- Заказник Отаменді
- Кафедральний собор Святої Флорентіни[en]
- Муніципальний театр імені Педро Барберо
- Театр Ла-Роса
- репліка Травневої піраміди.